# برندان دولینگ
برندان دولینگ (انگلیسی: Brendan Dooling؛ زادهٔ ۲۷ ژانویهٔ ۱۹۹۰) هنرپیشه اهل ایالات متحده آمریکا است.
از فیلم‌ها یا برنامه‌های تلویزیونی که وی در آن نقش داشته‌است می‌توان به دم، ویرانی اشاره کرد.